# بتنرية بارونية
بتنرية بارونية (الاسم العلمي:Byttneria baronii) هي نوع من النباتات تتبع جنس البتنرية من الفصيلة الخبازية. سمي هذا النوع نسبةً إلى عالم النبات البريطاني ريتشارد بارون.